# Поляризаційно стабільне оптоволокно

Поперечний розріз поляризаційно стабільного оптоволоска.

Поляризаційно-стабільне волокно або pm-волокно — це волокно, яке утримує лінійно поляризоване світло, заживлене в його середовище із малим або зовсім відсутнім перерозподілом енергії між поляризованими модами. Таке волокно не змінює поляризацію світла на зразок поляризатора, проте зберігає існуючу в променях, що запущені в торець згідно з відповідними параметрами.

### Принцип дії
Pm-волокно працює завдяки застосуванню системного подвійного променезаломлення у світловоді таким чином, що світло проходить по хвилеводу у двох добре виражених поляризованих модах із вираженими кутовими швидкостями.
Довжина биття  Lb  такого світловода для променю певної частоти є відстанню, де хвиля одної моди зазнаватиме надлишкове запізнення у розмірі однієї довжини хвилі світла у порівнянні з іншою поляризованою модою. Така довжина Lb/2 відповідає довжині половинчастої хвильової планки.
Припустимо випадкове спряження двох поляризаційних станів протягом значної довжини такого волокна. В точці 0 уздовж світловода хвиля поляризованої моди "один" викликає амплітудність по моді "два" у деякій фазі. Таким чином, довжина Lb/2 такого волокна дорівнює половині хвильової планки.
Проте, в позиції 1/2Lb хвильової планки вздовж волокна цей самий коефіцієнт спряження поляризаційних мод наводить амплітудність на моду "два", яка тепер у протилежній фазі до хвилі, спряженій у точці 0, призводячи до взаємогасіння.
У точці Lb вздовж волокна спряження знову потрапляє в оригінальну фазу, але в 3/2Lb виходить з неї, і так далі. Можливість когерентної суперпозиції хвильових амплітуд через перехресну взаємодію на відстанях значно більших ніж Lb таким чином ліквідовується.
Зверніть увагу, що pm-волокно не поляризує світло, як поляризатор. Швидше, pm-волокно утримує вже лінійно поляризоване випромінення, що вводиться у світловод згідно з певними параметрами у відповідності із поляризаційними модами волокна. Заживлення лінійно поляризованого світла в оптоволокно під різними кутами збудить поляризаційні моди, супроводжуючі ті саме проміння із незначними різницями кутових швидкостей. В більшості позицій вздовж волокна загальна поляризація буде еліптичною із поверненням до початкового стану після перебігу кратної величини хвильових планок. Відповідно, якщо видиме лазерне проміння запущене в pm-оптоволокно збуджує обидві поляризаційні моди, розпорошується і видиме із сторони, то воно виявляється із огляду темного та світлого періодичного взірця, оскільки розсіювання переважно перпендикулярне до напрямку поляризації.

### Перехресна взаємодія
У типовому оптоволокні дві поляризовані моди мають схожу номінальну кутову швидкість з причини кругової симетрії світлопровоода. Мала кількість випадкового подвійного променезаломлення чи згинання оптоволокно спричиняють дріб'язкову кількість перехресної взаємодії із горизонтальними та вертикальними поляризованими модами. Оскільки навіть коротка частина проводу із малим показником спрягання відповідає довжині багатьох тисяч хвильових планок, то таке спряження двох поляризаційних мод, прикладених когерентно, призведе до значного перерозподілу енергії між модами, змінюючи сумісний стан поляризації. Такий показник спряження є неочікуваний та результатом довільної деформації волокна, а вихідна сумісна поляризація буде випадкова і коливатиметься в залежності від згинів та довжини хвилі.

### Будова
Існує декілька різних способів створення подвійного променезаломлення в оптоволокні. Світлопровід може бути геометрично асиметричним, з елементом еліптичної оболонки, або мати асиметричний профіль показника заломлення в іншому випадку, перманентна механічна напруга, прикладена до волокна викликає подвійне променезаломлення деформації. До такої функції придатні стрижні іншого матеріалу, що вкладаються в оболонку. Звідси походить декілька різновидів pm-волокна, що називаються "панда" та "метелик".
Ще один способом відтворення подвійного променезаломлення є скручування мономодового оптоволокна, викликаючи внутрішню деформацію скручування. Така дія призводить до виникнення кругового подвійного променезаломлення. Отримавши значну різницю у кутових швидкостях правосторонньої та лівосторонньої поляризації, перехресна взаємодія двох мод світлового променю за таких умов є дріб'язкова.

### Вжиток
Поляризаційно-стабільне оптоволокно вживається в спеціалізованих застосуваннях, як оптволоконне зондування, інтерферометрія та роздача квантумного коду. Воно часто втілюється в телекомунікаційну ланку між лазерним джерелом та модулятором, оскільки модулятор потребує поляризований промінь на вхід. Pm-волокно є дорогим із властивим підвищеним загасанням відносно мономодового світлопроводу.
Вихід pm-волокна типово характеризується показником поляризаційного загасання, що вказує на якість підбору поляризованого світла та виражається в децибелах. Якість pm-штекерного та pm-чіпкового кабелю вимірюється per-метром.